# Krecek (Delanggu)
Krecek is een bestuurslaag in het regentschap Klaten van de provincie Midden-Java, Indonesië. Krecek telt 1501 inwoners (volkstelling 2010).